# Мария Жозефа Саксонская (королева Испании)
Мария Жозефа Амалия Саксонская (6 декабря 1803, Дрезден — 18 мая 1829, Аранхуэс, Мадрид) — королева-консорт Испании, супруга короля Фердинанда VII. Она была младшей дочерью принца Максимилиана Саксонского и его первой жены принцессы Каролины Бурбон-Пармской, дочери герцога Фердинанда I Пармского. По рождению принадлежала к дому Веттинов.

## Биография
Мария Жозефа потеряла мать в возрасте всего нескольких месяцев от роду, и её отец отправил дочь в один из монастырей на Эльбе, где она и выросла под наблюдением монахинь. По этой причине Мария Жозефа имела строгие религиозные взгляды и оставалась ярой католичкой на протяжении всей своей жизни.
Вторая жена короля Испании Фердинанда VII, Мария Изабелла Португальская, умерла в 1818 году, не оставив потомства. Поэтому король начал искать новую претендентку на титул королевы и его выбор пал на Марию Жозефу.
Свадьба состоялась 20 октября 1819 года Мадриде. Новая королева была юна, наивна и неопытна. Король сразу же пленился её покладистым характером. Ко всему прочему, внешне она была намного приятнее двух своих предшественниц, Марии Антонии и Марии Изабеллы. Тем не менее, брак остался бездетным.
Смерть королевы 18 мая 1829 года в Аранхуэсе разбила сердце короля.
Похоронена в усыпальнице испанских монархов монастыре Эскориал.